# Mekke Willms Swyter
Mekke Willms Garrelts Swyter, auch Mekke Wilm Swyter (* 8. Oktober 1838 in Eilsum; † 19. April 1900 in Aplington, Iowa) war ein baptistischer Geistlicher und Pionier der baptistischen Bewegung in Nordwestdeutschland. In der zweiten Hälfte seiner Dienstzeit wirkte er als Missionar unter ostfriesischen Auswanderern in Iowa / USA.

## Leben

Mekke Willms Swyter

Mekke Willms Swyter entstammte einer evangelisch-reformierten Familie. Er besuchte nach seiner schulischen Ausbildung das Lehrerseminar und wurde Volksschullehrer. Nachdem er sich am 23. Dezember 1860 von dem baptistischen Missionar Johann Peter de Neui hatte taufen lassen und Mitglied der Baptistengemeinde Hamswehrum (heute: Evangelisch-Freikirchliche Gemeinde Jennelt) geworden war, musste er nach dem damaligen Beamtengesetz den Lehrerberuf quittieren. Um seinen Lebensunterhalt zu finanzieren, nahm Swyter zunächst die Stelle eines Hauslehrers auf dem nordwestlich von Manslagt gelegenen Nienhof an.
Die Baptistengemeinde Hamswehrum erkannte seine Predigtgabe und empfahl ihn zum Theologischen Kurs am Missionsseminar in Hamburg, den er von Februar bis September 1865 besuchte. Anschließend wirkte er als Missionsarbeiter in Emden und begleitete den Aufbau der dortigen Baptistengemeinde, deren Keimzelle die hugenottische Gemeinde unter dem Kreuz war.
Ab 1871 fand Swyter Anstellung als Missionar der Gemeinde Ihren mit Standort in Weener. Deren Baptistengemeinde war derzeit noch eine Zweigstelle der Ihrener Baptisten. Seinen Wohnsitz hatte er in dieser Zeit in Jemgum. Neben seiner Aufbauarbeit im Rheiderland war Swyter in dieser Zeit im gesamten ostfriesischen Raum als Reiseprediger tätig.
1875 wurde Swyter als Prediger nach Helmstedt gerufen, wo er bis 1876 verblieb und anschließend in die baptistische Auswanderermission der Bremer Baptisten wechselte. Von dort kam er im Oktober 1881 nach Felde bei Westerstede, um die vakante Predigerstelle der ammerländischen Baptistengemeinde zu übernehmen.
Am 26. Juli 1892 bestieg Mekke Swyter mit seiner Familie in Bremerhaven das Passagier- und Auswandererschiff Lahn, das am 4. August New York erreichte. Von dort zog er nach Iowa, um in den von Ostfriesen gegründeten Baptistengemeinden in George und Buck Grove Aufbauarbeit zu leisten. Danach ging er in den Ruhestand. Ein neues Zuhause fanden er und seine Ehefrau bei ihrem Sohn Carl Swyter in Aplington/Iowa, wo er noch einige Monate in der dortigen jungen Baptistengemeinde als Interimspastor wirkte. Swyter verstarb 1900. Swyters Grab befindet sich auf dem Pleasant View- Friedhof in Aplington.

## Familie
Mekke Swyter war mit der aus Westerstede gebürtigen Bykea (1846–1936) verheiratet. Aus der Ehe gingen fünf Söhne und drei Töchter hervor: Carl (* vor 1870; † ? in Aplington/Iowa), Wilhelm Mecken (* 1870 in Emden; † ?), Peter Mekken (* 1871; † 1972 in Little Rock / Iowa), Lammina (* 1971; † 1959 in Lyon County/Iowa), Carrie Bauke (* 1873; † 1952 in Lyon County/Iowa), Garrelt (* um 1876 in Westerstede; † ?), Hilko (* 1877 in Westerstede; † ?) und Fraulina (* 1884 in Oldenburg (Oldb); † 1974).